# Hidrocarburo platónico
Los hidrocarburos platónicos son la representación molecular de geometrías de sólido platónico, con los vértices reemplazados por átomos de carbono y las aristas reemplazadas por enlaces químicos. No todos los sólidos platónicos tienen su contraparte molecular:
- La tetravalencia del carbono excluye un icosaedro (5 aristas encontrándose en cada vértice) como objetivo factible;
- La tensión angular prohíbe un octaedro.[1] Dado que cuatro aristas se encuentran en cada esquina, no debería haber átomos de hidrógeno, y esta molécula octaédrica hipotética sería un alótropo C6 del carbono elemental, y no un hidrocarburo.

Por otra parte, los siguientes hidrocarburos platónicos han sido sintetizados:
- Tetraedrano (C4H4) pero solo con sustituyentes adecuados;
- Cubano (C8H8);
- Dodecaedrano (C20H20).

Obsérvese que, con el aumento del número de átomos de carbono en la estructura, la geometría se aproximará a una esfera. Esto se cumple finalmente en el fullereno, aunque no es un hidrocarburo platónico en sí mismo (el buckminsterfullereno, C60, tiene la forma de un icosaedro truncado, un sólido arquimediano).

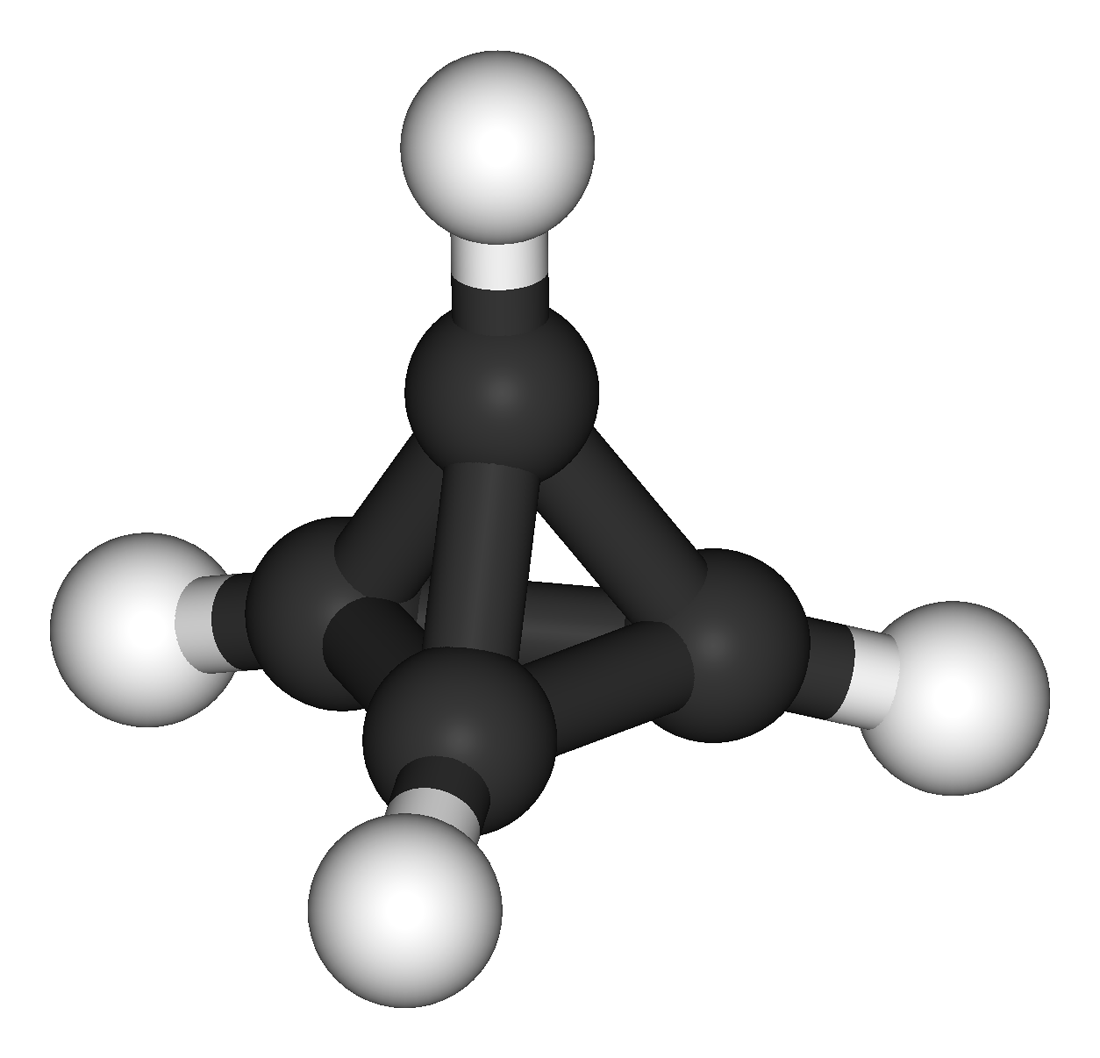
Tetraedrano
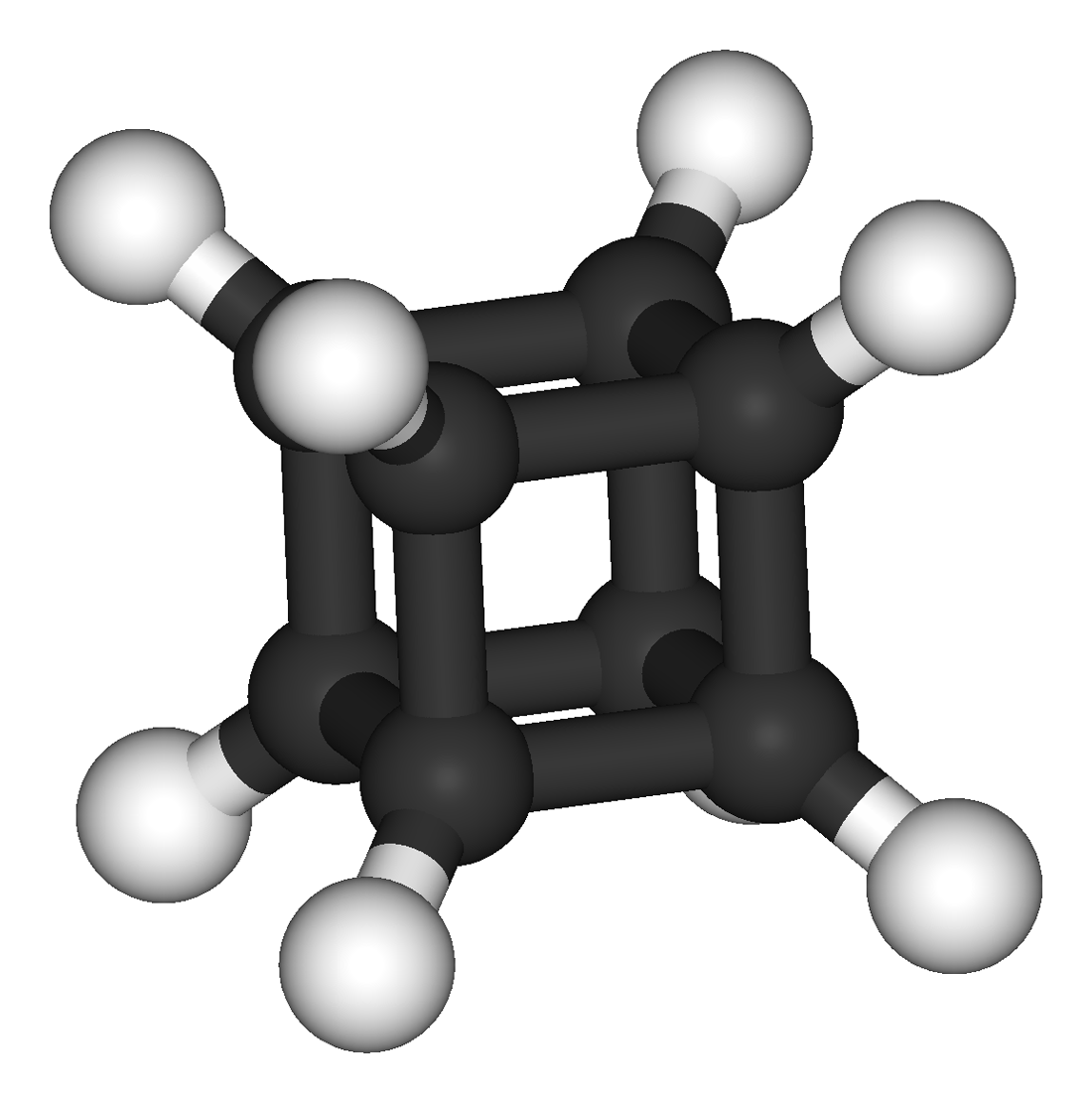
Cubano
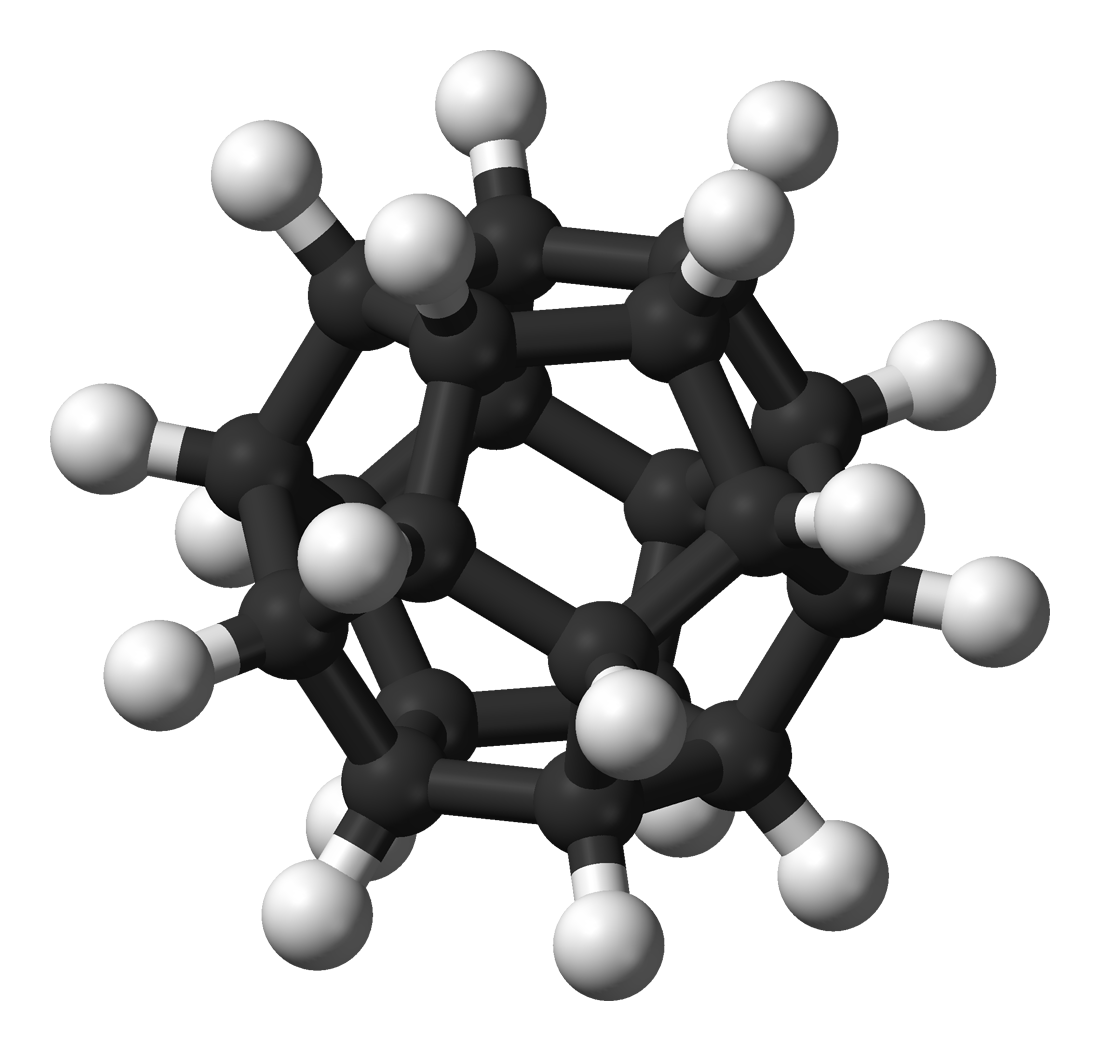
Dodecaedrano